# Храм Светог пророка Илије у Теслићу
Храм Светог пророка Илије православни је храм који припада Епархији зворничко-тузланској Српске православне цркве (СПЦ). Налази се у Теслићу, у Републици Српској, Босна и Херцеговина. Градња храма започета је 1921, а завршена 1925. године. Храм је освештао митрополит бањалучко-бихаћки Василије Поповић (митрополит).

## Историја
Прва обнова храма извршена је од 1975. до 1978. године. Пред завршетак обнове, 1977. године, храм је освештао протосинђел Василије Качавенда, као изасланик епископа зворничко-тузланског Лонгина Томића. Храм је димензија 22 х 10 метара. Током посљедње реконструкције храма из 2013. године звоник је надограђен 4 метра и покривен лимом. Обнова је текла у три фазе, а најпре су  обновљени зидови, кров и патос, уз изградњу тријемова на главним улазним и сјеверним вратима.

## Унутрашњост храма
Иконостас је у барокном стилу са иконама на платну, а аутор је непознат. У новој обнови храма постављен је величанствени иконостас и два трона - Христов и Богородичин, који су рукотворине Драгана Марунића из Београда.

## Ризницa
Стари путир овог храма предат је епархијској ризници на чување. У храму се чува плаштаница из времена Аустро-Угарске, која је поклон Црквене општине Загреб.